# Жюльен, Франсуа
Франсуа Жюльен (фр. François Jullien, род. 1951) — французский философ, синолог, переводчик китайской философии.

## Биография
Учился в Эколь Нормаль (1972—1977), продолжал учёбу в университетах Пекина и Шанхая. Доктор филологии (1983). Стипендиат Французско-японского Дома в Токио (1985—1987). Президент французской Ассоциации китаеведческих исследований (1988—1990). Президент Международного философского колледжа (1995—1998). Преподает в университете Париж VII — Дени Дидро. Руководитель Центра Марселя Гране, директор Института современной мысли.

## Область научных интересов
Сравнительное исследование китайской и европейской мыслительной традиции, включая антропологию, этику, философию изображения.
Подход Франсуа Жюльена заключается в том, что с начиная с исследования «отклонений» («écarts») можно прийти к содержанию понятия «между» («entre»). Более того, исходя из этих «отклонений» воспроизводится идея «общего» («commun»). Напротив, из «подобий» («semblable») можно вывести только «однообразность» («l’uniforme»), которую можно ошибочно принять за «всеобщность». Этот метод Франсуа Жюльен использует для анализа языковых и философских систем Китая и Европы.
В области онтологии философ предлагает заменить понятие «бытие» («l’Être»), свойственное западной философии, философией «жить» («vivre»). Таким образом, по мнению философа, образуется общая философия, которая развивается в философию существования.
Помимо исследований философии ориентализма, другие идеи Франсуа Жюльена вызывают интерес у специалистов следующих общественных наук:
- В менеджменте — использование следующих введённых им оппозиций: потенциал ситуации и «план действия», «созревания» (условий) и «набросанное моделирование» («modélisation projetée»); также «незаметные изменения» («transformation silencieuse»);
- В психологии — с помощью понятия «незаметные изменения» («transformation silencieuse») (Les Transformations silencieuses, 2009) вводится различение семантики слов и их контекстуального значения (Si parler va sans dire, 2006);
- В искусствоведение — широкое использование понятия «великий образ» («grande image», " La grande image n’a pas de forme "); также введение оппозиций — «подъём» («d’essor») и «устойчивость» («d’étale»); «фронтальный» («de frontal») и «наклонный» («d’obliquité»).

## Труды
- Lu Xun, Écriture et révolution. Paris: Presses de l'École normale supérieure, 1979
- La Valeur allusive. Des catégories originales de l’interprétation poétique dans la tradition chinoise. Paris: École française d’Extrême-Orient, 1985 (переизд. 2003)
- Procès ou création. Une introduction à la pensée des lettrés chinois. Paris: Seuil, 1989 (переизд. 1996)
- La Propension des choses. Pour une histoire de l’efficacité en Chine. P.: Seuil, 1992 (переизд. 2003)
- Éloge de la fadeur. Arles: Philippe Picquier, 1991 (переизд. 1993)
- Zhong Yong ou la Régulation à usage ordinaire. Paris: Imprimerie national, 1993
- Figures de l’immanence. Pour une lecture philosophique du Yi-king, le " Classique du changement ". P.: Grasset, 1993 (переизд. 1995)
- Le Détour et l’Accès. Stratégies du sens en Chine, en Grèce. P.: Grasset, Paris, 1995 (переизд. 1997)
- Fonder la morale. Dialogue de Mencius avec un philosophe des Lumières. P.: Grasset, 1995 (переизд. 1998)
- Traité de l’efficacité. P.: Grasset, 1997 (переизд.2002)
- Un sage est sans idée ou l’autre de la philosophie. P.: Seuil, 1998
- De l’essence ou du nu. P.: Seuil, 2000
- Penser d’un dehors (La Chine): entretiens d’Extrême-Occident François Jullien — Thierry Marchaisse. P.: Seuil, 2000
- Du temps: éléments d’une philosophie du vivre. P.: Grasset, Paris, 2001
- La Grande Image n’a pas de forme ou du non-objet par la peinture. P.: Seuil, 2003
- L’ombre au tableau: du mal ou du négatif. Paris: Seuil, 2004
- Nourrir sa vie: a l'écart du bonheur. Paris: Seuil, 2005
- Le nu impossible. Paris: Seuil, 2005
- Chemin faisant: connaître la Chine, relancer la philosophie. P.: Seuil, 2007
- L’invention de l’idéal et le destin de l’Europe ou Platon lu de Chine. P.: Seuil, 2009
- Cette étrange idée du beau. P.: Grasset, 2010
- Philosophie du vivre, Gallimard, 2011
- Cinq concepts proposés à la psychanalyse, Grasset, 2012
- Entrer dans une pensée, ou Des possibles de l’esprit, Gallimard, 2012
- L’Écart et l’entre, Galilée, 2012
- De l’intime. Loin du bruyant Amour, Grasset, 2013

## Публикации на русском языке
- Трактат об эффективности. М.; СПб.: Московский философский фонд; Университетская книга, 1999.- 235 с. (Серия «Библиотека современной французской философии»)
- Путь к цели: в обход или напрямик? Стратегия смысла в Китае и Греции. М.: Московский философский фонд, 2001.- 360 с.(Серия «Библиотека современной французской философии»)
- О «времени». Элементы философии «жить». М.: Прогресс-Традиция, 2005
- Великий образ не имеет формы М.: Ад Маргинем Пресс, 2014

## Признание
- Премия Ханны Арендт (2010).
- Большая премия Французской академии по философии (2011).